# Знаменівська сільська рада (Логойський район)
Знаменівська сільська рада — (біл. Знаменскі сельсавет), адміністративно-територіальна одиниця в складі Логойського району розташована в Мінській області Білорусі. Адміністративний центр — Знаменка.
Знаменівська сільська рада розташована на межі центральної Білорусі, у північній частині Мінської області, на південний схід від Логойська.
До складу сільради входять такі населені пункти:
- Гаїще
- Жолудівщина
- Загір'я
- Замосточне
- Знаменка
- Карцовщина
- Косино
- Мачужичі
- Пархово
- Свидно
- Силичі
- Черняховський